# Parlamentarne volitve v Franciji 2024
Parlamentarne volitve v Franciji 2024 so potekale 30. junija in 7. julija 2024. Volivci so izbrali 577 poslancev v 17. državni zbor oz. spodnji dom francoskega parlamenta. Francoski predsednik Emmanuel Macron je volitve razpisal po volilnem porazu stranke Preporod (Renaissance) na evropskih volitvah 2024, na katerih je opozicijski Nacionalni zbor krepko premagal vladajočo koalicijo Skupaj (Ensemble), katere del je stranka Preporod.
Macron je v izjavi po volitvah poudaril, da "volilni izid ni dober za njegovo vlado", ter da ta prav tako "ni dober za stranke, ki branijo Evropo". Na drugi strani je vodja Nacionalnega zbora Marine Le Pen rezultate pozdravila in jih označila za zgodovinske. Dejala je, da so pripravljeni na prevzem oblasti v Franciji.
Na volitvah so sodelovale 4 glavne politične skupine: sredinska koalicija Skupaj (Ensemble), del katerega so Preporod predsednika Macrona, stranka Obzorja in Demokratsko gibanje; leva Nova ljudska fronta (Nouveau Front populaire), ki združuje levičarje, socialiste, okoljevarstvenike in komuniste, ter desni stranki Nacionalni zbor (Rassemblement National) in Republikanci (Les Républicains).
V prvem krogu je Nacionalni zbor prejel 33,21 % glasov, sledili sta Nova ljudska fronta z 28,21 % in koalicija Skupaj z 21,28 %. Volilna udeležba je bila 66,71 %, najvišja po letu 1997. Na podlagi teh rezultatov je bilo 306 volilnih enot preusmerjenih v tristranske volitve (oz. izbiro med tremi strankami), 5 enot pa v štiristranske volitve. Levi in levo-sredinski tabor sta z namenom preprečitve zmage RN-ja umaknila skupaj 222 svojih kandidatov, s čimer se je bistveno zmanjšalo število trobojev (s 306 na 89) in bistveno povečalo število dvobojev (s 190 na 409) v drugem krogu.
Čeprav so prvotne projekcije kazale drugače, je v drugem krogu zmagala Nova ljudska fronta in osvojila 180 sedežev v parlamentu. Nacionalni zbor je s 142 osvojenimi mandati krepko zgrešil absolutno večino, ki znaša 289 sedežev, kljub temu je Marine Le Pen rezultat komentirala pozitivno, dejala je, da je njihova zmaga zgolj "odložena". Koalicija Skupaj naj bi s 159 sedeži presegla pričakovanja javnosti. Udeležba je bila 66,63 %. Francoski premier Gabriel Attal je v luči izidov napovedal odstop, predsednik Macron pa ga je pozval, naj ostane na položaju.

## Volilni sistem
577 poslancev francoskega državnega zbora, spodnjega doma Francoskega parlamenta, je izvoljenih za petletni mandat po sistemu dveh krogov volitev, iz vsake volilne enote od skupno 577 je tako izvoljen po en kandidat. Kandidat, ki prejme absolutno večino veljavnih glasov in skupno število glasov, ki je enako 25 % glasov registriranih volivcev, je izvoljen v prvem krogu. Če noben kandidat ne doseže tega praga, se izvede drugi krog volitev med prvima dvema kandidatoma in katerim koli drugim kandidatom, ki je prejel skupno več kot 12,5 % glasov registriranih volivcev. Kandidat, ki v drugem krogu prejme največ glasov, je izvoljen.

## Predvolilna zavezništva
| Zavezništvo in stranke | Zavezništvo in stranke                                | Zavezništvo in stranke                                | Zavezništvo in stranke                                              | Zavezništvo in stranke                                | Vodja                   | Ideologija               | Pozicija                   |
| ---------------------- | ----------------------------------------------------- | ----------------------------------------------------- | ------------------------------------------------------------------- | ----------------------------------------------------- | ----------------------- | ------------------------ | -------------------------- |
|                        | Ensemble Skupaj Ensemble pour la République           |                                                       | RE                                                                  | Preporod Renaissance                                  | Stéphane Séjourné       | Liberalizem              | sredina                    |
|                        | Ensemble Skupaj Ensemble pour la République           | MoDem                                                 | Demokratsko gibanje Mouvement démocrate                             | François Bayrou                                       | Liberalizem             | sredina do desna sredina |                            |
|                        | Ensemble Skupaj Ensemble pour la République           | Horizons                                              | Obzorja Horizons                                                    | Édouard Philippe                                      | Liberalni konservatizem | desna sredina            |                            |
|                        | Ensemble Skupaj Ensemble pour la République           | PR                                                    | Radikalna stranka Parti radical                                     | Laurent Hénart                                        | Liberalizem             | sredina                  |                            |
|                        | Ensemble Skupaj Ensemble pour la République           | UDI                                                   | Unija demokratov in neodvisnih Union des démocrates et indépendants | Hervé Marseille                                       | Liberalizem             | sredina do desna sredina |                            |
|                        | NFP Nova ljudska fronta Nouveau Front populaire       |                                                       | LFI                                                                 | Nepokorna Francija La France Insoumise                | Manuel Bompard          | Demokratični socializem  | levica do skrajna levica   |
|                        | NFP Nova ljudska fronta Nouveau Front populaire       | PS                                                    | Socialistična stranka Parti socialiste                              | Olivier Faure                                         | Socialna demokracija    | leva sredina do levica   |                            |
|                        | NFP Nova ljudska fronta Nouveau Front populaire       | LE                                                    | Okoljevarstveniki Les Écologistes                                   | Marine Tondelier                                      | Zelena politika         | leva sredina do levica   |                            |
|                        | NFP Nova ljudska fronta Nouveau Front populaire       | PCF                                                   | Francoska komunistična stranka Parti communiste français            | Fabien Roussel                                        | Komunizem               | levica do skrajna levica |                            |
|                        | RN Nacionalni zbor z zavezniki Rassemblement National | RN Nacionalni zbor z zavezniki Rassemblement National | RN Nacionalni zbor z zavezniki Rassemblement National               | RN Nacionalni zbor z zavezniki Rassemblement National | Jordan Bardella         | Desničarski populizem    | desnica do skrajna desnica |
|                        | LR Republikanci Les Républicains                      | LR Republikanci Les Républicains                      | LR Republikanci Les Républicains                                    | LR Republikanci Les Républicains                      | /                       | Liberalni konservatizem  | desna sredina do desnica   |

## Rezultati
| Stranka | Stranka  | Stranka                                                     | 1. krog    | 1. krog | 1. krog | 2. krog    | 2. krog | 2. krog | Št. sedežev | +/-        |
| Stranka | Stranka  | Stranka                                                     | Glasov     | %       | Sedežev | Glasov     | %       | Sedežev | Št. sedežev | +/-        |
| ------- | -------- | ----------------------------------------------------------- | ---------- | ------- | ------- | ---------- | ------- | ------- | ----------- | ---------- |
|         | RN       | Nacionalni zbor Rassemblement National                      | 10.647.914 | 33,21   | 38      | 10.109.044 | 37,06   | 104     | 142 / 577   | 53         |
|         | NFP      | Nova ljudska fronta Nouveau Front populaire                 | 9.042.485  | 28,21   | 32      | 7.039.429  | 25,80   | 148     | 180 / 577   | 49         |
|         | Ensemble | Skupaj Ensemble pour la République                          | 6.820.446  | 21,28   | 2       | 6.691.619  | 24,53   | 157     | 159 / 577   | 86         |
|         | LR       | Republikanci Les Républicains                               | 2.106.166  | 6,57    | 1       | 1.474.650  | 5,41    | 38      | 39 / 577    | 25         |
|         | DVD      | Različni predstavniki desnice Divers droite                 | 1.154.785  | 3,60    | 2       | 980.818    | 3,60    | 25      | 27 / 577    | 17         |
|         | DVG      | Različni predstavniki levice Divers gauche                  | 490.898    | 1,53    | 0       | 401.063    | 1,47    | 12      | 12 / 577    | 9          |
|         | DVC      | Različni predstavniki sredine Divers centre                 | 391.423    | 1,22    | 0       | 177.167    | 0,65    | 6       | 6 / 577     | 2          |
|         | DXG      | Različni predstavniki skrajne levice Divers extrême gauche  | 366.594    | 1,14    | 0       |            |         |         | 0 / 577     | 0          |
|         | REG      | Regionalisti Régionaliste                                   | 310.727    | 0,97    | 0       | 288.202    | 1,06    | 9       | 9 / 577     | 1          |
|         | REC      | Rekonkvista Reconquête                                      | 238.934    | 0,75    | 0       |            |         |         | 0 / 577     | 0          |
|         | ECO      | Ekologi Écologistes                                         | 182.478    | 0,57    | 0       | 37.808     | 0,14    | 1       | 1 / 577     | Stagnacija |
|         | DIV      | Različni ostali kandidati Divers                            | 142.871    | 0,45    | 0       | 38.025     | 0,14    | 1       | 1 / 577     | 0          |
|         | DSV      | Suverenistična desnica Droite souverainiste                 | 90.110     | 0,28    | 0       | 18.672     | 0.07    | 0       | 0 / 577     | 1          |
|         | DXD      | Različni predstavniki skrajne desnice Divers extrême droite | 59.679     | 0,19    | 1       | 23.217     | 0,09    | 0       | 1 / 577     | 1          |
|         | PRG      | Stranka radikalne levice Parti radical de Gauche            | 12.434     | 0,05    | 0       |            |         |         | 0 / 577     | 1          |